# 電荷保存則
電荷保存則（でんかほぞんそく、英: Charge conservation）とは、孤立系における電荷(電気量)の総量は恒久に変わらないという法則である。電気量保存則ともいう。

## 概要
電荷が化学反応から原子核反応、粒子の崩壊や対生成・対消滅に至るまで、現在確認されている全ての反応で保存しており、今までに反例が見つかっていないという経験的事実に基づく基本法則の一つである。
また、より広義では電磁気学の電荷（電気量）にとどまらず、物理学で扱うチャージ（荷量）一般についても成立つことがネーターの定理によって知られている。（参考: #ゲージ不変性への関連）
とはいえ、電荷保存則はゲージ変換対称性の現れであり、ひいては光子の質量が 0 である根拠となっている（例えば、もし電荷保存則が成立たないことがあれば特殊相対論などの現代物理学は根本的な見直しを迫られる。無論、電荷保存則の確認は技術の進歩に伴い、常に確認が繰り返されている）。
ゆえに、エネルギー保存則などと共に自然界の基本法則であると考えられている。

## 連続の方程式
この法則を連続の方程式の形で表すと、
- {\displaystyle {\frac {\partial \rho ({\boldsymbol {r}},t)}{\partial t}}+\nabla \cdot {\boldsymbol {j}}({\boldsymbol {r}},t)=0}

ここで ρ は電荷密度、j は電流密度
この法則はマクスウェルの方程式から導き出せる。

## 連続の方程式の導出
微視的な電荷密度及び電流密度は何らかの粒子の集合である。
電荷 qi の粒子が位置 ri にあり速度 vi で運動していたとき、
- {\displaystyle \rho ({\boldsymbol {r}},t)=\sum _{i}q_{i}\delta ^{3}({\boldsymbol {r}}-{\boldsymbol {r}}_{i}(t))}

- {\displaystyle {\boldsymbol {j}}({\boldsymbol {r}},t)=\sum _{i}q_{i}{\boldsymbol {v}}_{i}(t)\delta ^{3}({\boldsymbol {r}}-{\boldsymbol {r}}_{i}(t))}

と表される。ここで {\displaystyle \delta ^{3}({\boldsymbol {r}}-{\boldsymbol {r}}_{i})} は、ディラックのデルタ関数を三次元に拡張したもので、r = ( x , y , z )、ri = ( xi , yi , zi )に対し、 {\displaystyle \delta ^{3}({\boldsymbol {r}}-{\boldsymbol {r}}_{i})=\delta (x-x_{i})\delta (y-y_{i})\delta (z-z_{i})} である。
電荷 qi が時間的に変化しないとすれば
{\displaystyle {\frac {\partial \rho }{\partial t}}=\sum _{i}q_{i}{\frac {\partial }{\partial t}}\delta ^{3}({\boldsymbol {r}}-{\boldsymbol {r}}_{i}(t))}
{\displaystyle =-\sum _{i}q_{i}{\boldsymbol {v}}_{i}(t)\cdot \nabla \delta ^{3}({\boldsymbol {r}}-{\boldsymbol {r}}_{i}(t))}
{\displaystyle =-\nabla \cdot {\boldsymbol {j}}({\boldsymbol {r}},t)}
従って、
- {\displaystyle {\frac {\partial \rho ({\boldsymbol {r}},t)}{\partial t}}+\nabla \cdot {\boldsymbol {j}}({\boldsymbol {r}},t)=0}

が成立つ。

## ゲージ不変性への関連
電荷保存則はネーターの定理より系が持つ対称性の結果と考えることができる。この保存則と対称性の対応は理論物理学における重要な結果の一つである。
電荷保存則と結び付いている対称性は、電磁場の大域的ゲージ不変性である。
このことは、静電ポテンシャル {\displaystyle \phi } の基準点をどう定めても電場及び磁場が変わらないことと関係しているが、対称性の完全な記述はもっと複雑であり、ベクトルポテンシャル {\displaystyle \mathbf {A} } も関係する。
電磁気学において、任意のスカラー場 {\displaystyle \chi } の（4次元的な）勾配を電磁ポテンシャルに加える変換を行っても物理は変わらない。（参照: 電磁ポテンシャル#ゲージ変換）
{\displaystyle \phi '=\phi -{\frac {\partial \chi }{\partial t}}\qquad \qquad \mathbf {A} '=\mathbf {A} +\nabla \chi }
量子力学では、ゲージ変換は（上記のポテンシャルの変換に加えて）荷電粒子の波動関数の位相をスカラー場 {\displaystyle \chi } に比例してずらすことになる。
{\displaystyle \psi '=e^{iq\chi }\psi }

電荷におけるゲージ不変性は非常に重要で電磁場の特性をよく表しており、多くの検証可能性を提供している。電荷保存則の理論的な正当性は、この対称性と結びつくことで強化されている。ゲージ不変性は、例えば、光子は質量を持たないことを要請する。光子の質量がゼロであるという実験的事実は、電荷が保存されていることの強力な証拠にもなる。
しかしゲージ対称性が正確であるとしても、超弦理論で説明されるような隠れた余剰次元に我々が知る3次元空間から電荷が漏れ出す可能性があるなら、電荷は保存されないように見えるかもしれない。